# ديزموند هويت
ديزموند هويت (بالإنجليزية: Desmond Hoyte)‏ (و. 1929 – 2002 م) هو سياسي من غويانا ولد في جورج تاون.

## روابط خارجية
- ديزموند هويت على موقع مونزينجر (الألمانية)
- ديزموند هويت على موقع إن إن دي بي (الإنجليزية)